# سنیور سرویس
سنیور سرویس (به انگلیسی: Senior_Service) یک برند سیگار ایجاد شده در بریتانیا است؛ مالک فعلی این برند تنباکوی ژاپن است. این برند در سال ۱۹۲۵ پایه‌گذاری گردید.